# Алексєєв Василь Іванович
Василь Іванович Алексєєв (7 січня 1942, Покрово-Шишкіно, Рязанська область — 25 листопада 2011, Мюнхен) — радянський спортсмен (важка атлетика), дворазовий олімпійський чемпіон і восьмиразовий чемпіон світу, заслужений майстер спорту СРСР (1970), заслужений тренер СРСР (1991).

## Біографія
Василь Іванович Алексєєв народився 7 січня 1942 в селищі Покрово-Шишкіно Рязанської області.
У 1953 Алексєєви переїхали в селище Рочегда Виноградського району Архангельської області.
У 1961 Василь Алексєєв вступив у Архангельський лісотехнічний інститут, де зустрівся зі своїм першим тренером Милейко. Потім жив у Тюменській області і в місті Коряжма.
Член КПРС з 1975.
З 1966 і до самої смерті жив у місті Шахти Ростовської області, де очолював дитячо-юнацьку спортивну школу з важкої атлетики.
9 листопада 2011 через проблеми з серцем був відправлений до Мюнхена, в кардіологічну клініку. Там 25 листопада 2011 прославлений штангіст помер.

## Досягнення
Чемпіон Олімпійських ігор (1972, 1976), світу (1970—1971, 1973—1975, 1977—1978), Європи (1970—1975, 1977—1978), СРСР (1970—1976) в 2-м важкій вазі.
Встановити 80 світових рекордів, 81 рекорд СРСР.
Василь Алексєєв є володарем чинного світового рекорду за сумою трьох вправ — 645 кг (у наш час офіційні змагання з важкоатлетичного триборства не проводяться, тому рекорд Алексєєва не може бути побитий).

### Світові рекорди Алексєєва
- 24.1.1970 Жим 210,5 кг .. Суперважка вага. Великі Луки[8]
- 24.1.1970 Поштовх 221,5 кг. Суперважка вага. Великі Луки
- 24.1.1970 Сума триборства 592,5 кг. Суперважка вага. Великі Луки
- 24.1.1970 Сума триборства 595 кг. Суперважка вага. Великі Луки
- 18.3.1970 Жим 213 кг. Суперважка вага. Мінськ
- 18.3.1970 Сума триборства 600 кг. Суперважка вага. Мінськ
- 26.4.1970 Жим 216 кг. Суперважка вага. Вільнюс
- 26.4.1970 Поштовх 223,5 кг. Суперважка вага. Вільнюс.
- 26.4.1970 Сума триборства 602,5 кг. Суперважка вага. Вільнюс.
- 26.4.1970 Сума триборства 607,5 кг. Суперважка вага. Вільнюс.
- 28.6.1970 Жим 219,5 кг. Суперважка вага. Сомбатхей.
- 28.6.1970 Поштовх 225,5 кг. Суперважка вага. Сомбатхей.
- 28.6.1970 Сума триборства 610 кг. Суперважка вага. Сомбатхей.
- 28.6.1970 Сума триборства 612,5 кг. Суперважка вага. Сомбатхей.
- 20.9.1970 Поштовх 227,5 кг. Суперважка вага. Колумбус.
- 17.11.1970 Жим 220,5 кг. Суперважка вага. Волгоград.
- 17.11.1970 Поштовх 228 кг. Суперважка вага. Волгоград.
- 4.12.1970 Ривок 177 кг. Суперважка вага. Шахти.
- 4.12.1970 Жим 221 кг. Суперважка вага. Шахти.
- 4.12.1970 Поштовх 228,5 кг. Суперважка вага. Шахти.
- 4.12.1970 Сума триборства 615 кг. Суперважка вага. Шахти.
- 4.12.1970 Сума триборства 620 кг. Суперважка вага. Шахти.
- 26.12.1970 Жим 222 кг. Суперважка вага. Дніпропетровськ.
- 26.12.1970 Поштовх 229,5 кг. Суперважка вага. Дніпропетровськ.
- 26.12.1970 Сума триборства 622,5 кг. Суперважка вага. Дніпропетровськ.
- 26.12.1970 Сума триборства 625 кг. Суперважка вага. Дніпропетровськ.
- 14.2.1971 Ривок 177,5 кг. Суперважка вага. Париж.
- 14.2.1971 Жим 222,5 кг. Суперважка вага. Париж.
- 14.2.1971 Поштовх 230 кг. Суперважка вага. Париж.
- 26.3.1971 Жим 223 кг. Суперважка вага. Відень.
- 7.4.1971 Жим 223,5 кг. Суперважка вага. Москва.
- 18.4.1971 Поштовх 230,5 кг. Суперважка вага. Таганрог.
- 27.6.1971 Жим 225 кг. Суперважка вага. Софія.
- 27.6.1971 Поштовх 231 кг. Суперважка вага. Софія.
- 27.6.1971 Поштовх 232,5 кг. Суперважка вага. Софія.
- 27.6.1971 Сума триборства 627,5 кг. Суперважка вага. Софія.
- 27.6.1971 Сума триборства 630 кг. Суперважка вага. Софія.
- 24.7.1971 Ривок 180 кг. Суперважка вага. Москва.
- 24.7.1971 Жим 225,5 кг. Суперважка вага. Москва.
- 24.7.1971 Поштовх 233 кг. Суперважка вага. Москва.
- 24.7.1971 Поштовх 235 кг. Суперважка вага. Москва.
- 24.7.1971 Сума триборства 632,5 кг. Суперважка вага. Москва.
- 24.7.1971 Сума триборства 637,5 кг. Суперважка вага. Москва.
- 24.7.1971 Сума триборства 640 кг. Суперважка вага. Москва.
- 26.9.1971 Жим 227 кг. Суперважка вага. Ліма.
- 26.9.1971 Жим 230 кг. Суперважка вага. Ліма.
- 26.9.1971 Поштовх 235,5 кг. Суперважка вага. Ліма.
- 19.3.1972 Жим 231,5 кг. Суперважка вага. Больнес
- 19.3.1972 Жим 235,5 кг. Суперважка вага. Больнес
- 15.4.1972 Поштовх 236 кг. Суперважка вага. Таллінн
- 15.4.1972 Жим 236,5 кг. Суперважка вага. Таллінн
- 15.4.1972 Поштовх 237,5 кг. Суперважка вага. Таллінн
- 15.4.1972 Сума триборства 642,5 кг. Суперважка вага. Таллінн
- 15.4.1972 Сума триборства 645 кг. Суперважка вага. Таллінн
- 29.4.1972 Поштовх 238 кг. Суперважка вага. Донецьк
- 18.6.1973 Поштовх 240 кг. Суперважка вага. Мадрид
- 18.6.1973 Сума двоєборства 417,5 кг. Суперважка вага. Мадрид.
- 3.1.1974 Поштовх 242 кг. Суперважка вага. Глазов.
- 20.3.1974 Поштовх 240,5 кг. Суперважка вага. Єреван.
- 28.4.1974 Поштовх 241 кг. Суперважка вага. Тбілісі.
- 28.4.1974 Сума двоєборства 420 кг. Суперважка вага. Тбілісі.
- 6.6.1974 Ривок 187,5 кг. Суперважка вага. Верона.
- 6.6.1974 Сума двоєборства 422,5 кг. Суперважка вага. Верона.
- 23.9.1974 Поштовх 245,5 кг. Суперважка вага. Москва.
- 29.9.1974 Поштовх 241,5 кг. Суперважка вага. Маніла.
- 29.9.1974 Сума двоєборства 425 кг. Суперважка вага. Маніла.
- 27.11.1974 Поштовх 242,5 кг. Суперважка вага. Лондон.
- 14.12.1974 Поштовх 243 кг. Суперважка вага. Запоріжжя
- 29.12.1974 Поштовх 243,5 кг. Суперважка вага. Липецьк.
- 11.7.1975 Поштовх 245 кг. Суперважка вага. Вільнюс.
- 23.9.1975 Сума двоєборства 427,5 кг. Суперважка вага. Москва.
- 11.11.1975 Поштовх 246 кг. Суперважка вага. Архангельськ.
- 11.11.1975 Сума двоєборства 430 кг. Суперважка вага. Архангельськ.
- 7.12.1975 Поштовх 247,5 кг. Суперважка вага. Монреаль.
- 15.5.1976 Сума двоєборства 435 кг. Суперважка вага. Караганда.
- 27.7.1976 Поштовх 255 кг. Суперважка вага. Монреаль.
- 1.9.1977 Поштовх 255,5 кг. Суперважка вага. Подільськ.
- 1.9.1977 Сума двоєборства 445 кг. Суперважка вага. Подільськ.
- 1.11.1977 Поштовх 256 кг. Суперважка вага. Москва.

## Нагороди
Нагороджений орденами Леніна (1972), Трудового Червоного Прапора (1971), Дружби народів (1976), «Знак Пошани» (1970), медаллю «За доблесну працю. В ознаменування 100-річчя від дня народження Володимира Ілліча Леніна» (1970).

## Виноски
1. 1 2  Encyclopædia Britannica
2. ↑  Filmportal.de — 2005.
3. ↑  Енциклопедія Брокгауз
4. ↑  Большая российская энциклопедия — Москва: Большая российская энциклопедия, 2004.
5. ↑  http://www.nytimes.com/2011/11/28/sports/vasily-alekseyev-69-champion-weight-lifter-dies.html
6. ↑  Deutsche Nationalbibliothek Record #118501917 // Gemeinsame Normdatei — 2012—2016.
7. ↑  Помер знаменитий радянський важкоатлет Василь Алексеєв. Архів оригіналу за 19 січня 2012. Процитовано 25 листопада 2011.
8. ↑  Vasily Alexeev, Top Olympic Lifters of the 20th Century @ Lift Up. Архів оригіналу за 5 січня 2012. Процитовано 25 листопада 2011.